# Feriados no Brasil
No Brasil, os feriados nacionais, estaduais e municipais são estipulados por leis, e podem ter origem civil ou religiosa conforme estabelecida pela lei nº 9.093 de 1995: A Portaria Nº 442, de 27 de dezembro de 2018 do Ministério de Estado do Planejamento, Desenvolvimento e Gestão consolidou os feriados e pontos facultativos no âmbito da Administração Pública Federal. Segundo esta portaria, no ano de 2019 o Poder Executivo Federal possui 9 feriados nacionais e 7 pontos facultativos federais. O feriado mais recente criado foi o Dia da Consciência Negra em 2024 sancionado por Lula.
São considerados pontos facultativos: a segunda e a terça-feira de Carnaval, a Quarta-feira de Cinzas, a quinta-feira de Corpus Christi, o Dia do Servidor Público (28 de outubro), a véspera de Natal (24 de dezembro) e a véspera de Ano-Novo (31 de dezembro).
- Feriados civis:

1. os declarados em lei federal;
2. a data magna do Estado fixada em lei estadual;
3. os dias do início e do término do ano do centenário de fundação do Município, fixados em lei municipal.

- Feriados religiosos:

1. os dias de guarda, declarados em lei municipal, de acordo com a tradição local e em número não superior a quatro, neste incluída a Sexta-Feira da Paixão.

## Feriados nacionais
Os feriados nacionais são definidos pelas lei federal nº 662 de 1949 (com as alterações dadas pela lei nº 10.607 de 2002), e pela lei nº 6.802 de 1980.
| Nome                                                          | Data           | Observações                                                                                 |
| ------------------------------------------------------------- | -------------- | ------------------------------------------------------------------------------------------- |
| Confraternização Universal                                    | 1º de janeiro  | Início do ano civil.                                                                        |
| Tiradentes                                                    | 21 de abril    | Em homenagem ao mártir da Inconfidência Mineira Joaquim José da Silva Xavier, o Tiradentes. |
| Dia do Trabalhador                                            | 1º de maio     | Homenagem a todos os trabalhadores.                                                         |
|                                                               |                |                                                                                             |
| Dia da Pátria (Independência do Brasil) (Data Magna Nacional) | 7 de setembro  | Proclamação da Independência em relação a Portugal.                                         |
| Nossa Senhora Aparecida                                       | 12 de outubro  | Padroeira do Brasil.                                                                        |
| Finados                                                       | 2 de novembro  | Dia em memória aos mortos.                                                                  |
| Proclamação da República                                      | 15 de novembro | Transformação do Império em República.                                                      |
| Dia Nacional de Zumbi e da Consciência Negra                  | 20 de novembro | Data da Morte de Zumbi dos Palmares.                                                        |
| Natal                                                         | 25 de dezembro | Celebração do nascimento de Jesus.                                                          |

| Data                                 | Observações |
| ------------------------------------ | --- |
| Carnaval                             | Tradicional festa popular que precede a Quaresma católica; embora não seja um feriado nacional, é rara a sua não utilização na prática. O Carnaval brasileiro, também formalmente conhecido como entrudo, é celebrado na terça-feira anterior à quarta-feira de cinzas. Em alguns municípios não há trabalho na segunda-feira anterior também, formando assim 4 dias de Carnaval. |
| Paixão de Cristo (Sexta-feira santa) | Data religiosa na qual cristãos relembram o dia em que Jesus Cristo morreu crucificado. O feriado ocorre sempre na sexta-feira que antecede o Domingo de Páscoa. |
| Corpus Christi                       | Data em que a Igreja Católica comemora com Procissão Solene o Sacramento da Eucaristia, devido à impossibilidade de fazê-lo no dia de sua instituição, a Quinta-Feira Santa, uma vez que na Semana Santa não se recomendam manifestações de júbilo. Ocorre na quinta-feira seguinte ao Domingo da Santíssima Trindade, que, por sua vez, acontece no domingo seguinte ao de Pentecostes. É uma data instituída como feriado em vários municípios do Brasil, apesar de oficialmente ser um ponto facultativo. |

Não é mais feriado os dias de eleições gerais no Brasil. Esse dispositivo foi revogado pela Lei Nº 10.607/02.  Acesso em 20 de novembro de 2019.

### Datas em 2025
| Data           | Dia da semana | Feriado                                      |
| -------------- | ------------- | -------------------------------------------- |
| 1 de janeiro   | Quarta-feira  | Confraternização Universal                   |
| 18 de abril    | Sexta-feira   | Paixão de Cristo (Sexta-feira santa)         |
| 21 de abril    | Segunda-feira | Tiradentes                                   |
| 1 de maio      | Quinta-feira  | Dia do Trabalhador                           |
| 7 de setembro  | Domingo       | Dia da Pátria (Independência do Brasil)      |
| 12 de outubro  | Domingo       | Nossa Senhora Aparecida                      |
| 2 de novembro  | Domingo       | Finados                                      |
| 15 de novembro | Sábado        | Proclamação da República                     |
| 20 de novembro | Quinta-feira  | Dia Nacional de Zumbi e da Consciência Negra |
| 25 de dezembro | Quinta-feira  | Natal                                        |

### História

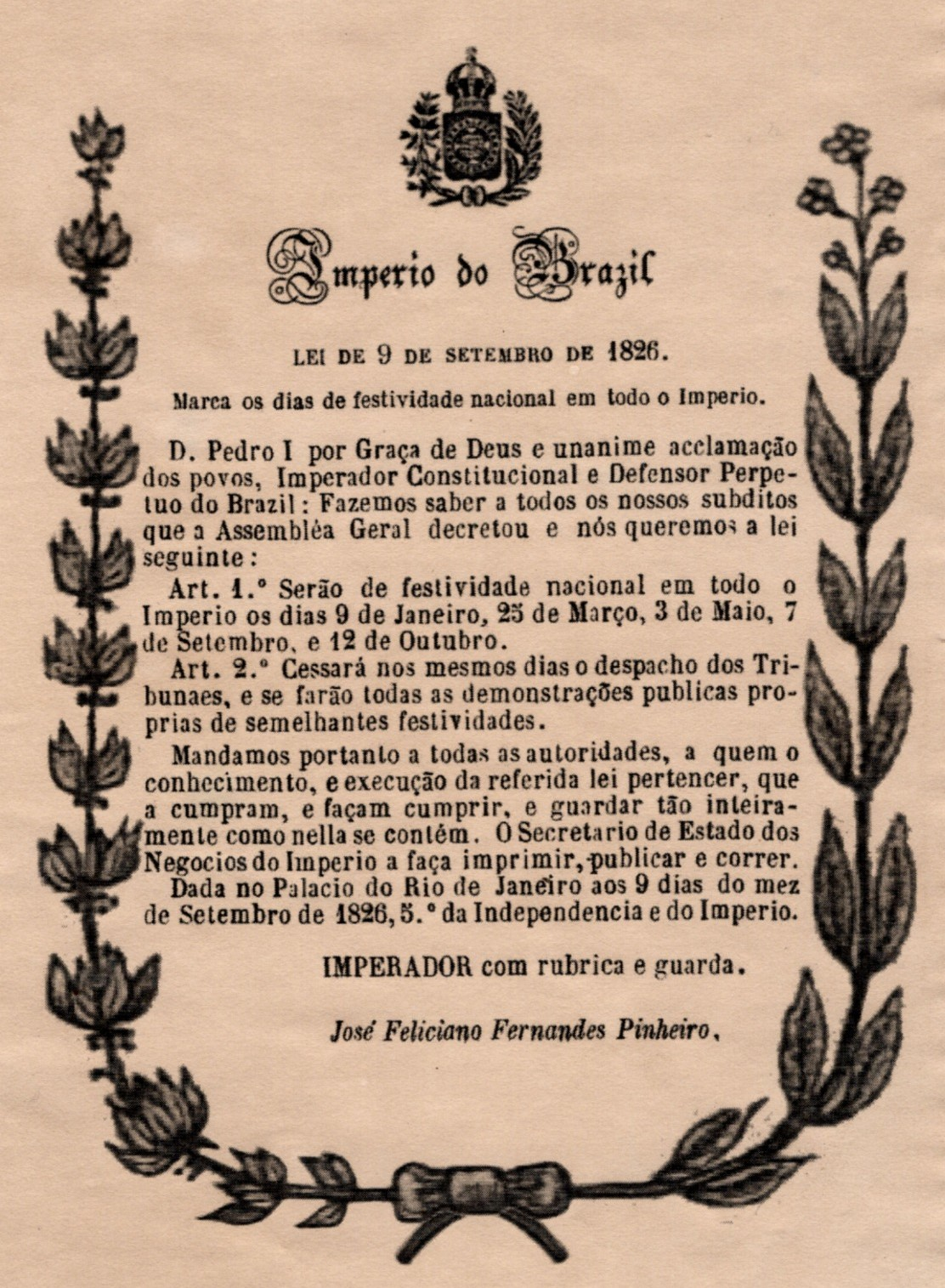
A primeira lei que regulamentou os feriados do Brasil em 9 de setembro de 1826.

Em 15 de dezembro de 1930, pelo decreto nº 19.488, o presidente da república Getúlio Vargas reduziu o número de feriados nacionais de doze para seis. Até então eram feriados no Brasil, segundo o citado decreto nº 19.488: 
- 1 de janeiro (fraternidade universal);
- 24 de fevereiro (Constituição de 1891);
- 21 de abril (Execução de Tiradentes);
- 1 de maio (Dia do Trabalho);
- 3 de maio (Descobrimento do Brasil, antes era comemorado nesta data);
- 13 de maio (Abolição da escravidão no Brasil);
- 14 de julho (Liberdade e Independência dos Povos Americanos);
- 7 de setembro (Independência do Brasil);
- 12 de outubro (Nossa Senhora Aparecida);
- 2 de novembro (Finados);
- 15 de novembro (Proclamação da República);
- 25 de dezembro (Natal).[10][11][12][13]

Este decreto nº 19.488 eliminara o feriado de Tiradentes, o qual foi restabelecido pelo decreto nº 22.647, de 17 de abril de 1933, assinado pelo presidente Getúlio Vargas.

## Festas móveis
As festas móveis são aquelas que dependem da Páscoa, que pode ocorrer entre 22 de março e 25 de abril. Tais datas festivas ou de guarda não são feriados nacionais, mas podem ser alvo de feriados municipais, conforme prevê a lei nº 9.093/1995. São elas:
- Carnaval (terça-feira) - quarenta e sete dias antes da Páscoa;
- Sexta-feira Santa ou Paixão de Cristo - a sexta-feira imediatamente anterior ao Sábado da Solene Vigília Pascal - o sábado de véspera do Domingo de Páscoa;
- Pentecostes - o sétimo domingo após a Páscoa;
- Domingo da Santíssima Trindade  - Domingo após o Pentecostes;
- Corpus Christi - a quinta-feira imediatamente após o Domingo da Santíssima Trindade.
- Sagrado Coração de Jesus - a segunda sexta-feira após o Corpus Christi

## Feriados estaduais
A lei nº 9.093, de 12 de setembro de 1995, incluiu entre os feriados civis, antes apenas os declarados em lei federal, a "data magna do Estado fixada em lei estadual". Todavia alguns estados instituem mais de um feriado, alguns dos quais, de caráter religioso ou social.

### Acre
| Data           | Feriado                                | Observação/Legislação                      |
| -------------- | -------------------------------------- | ------------------------------------------ |
| 23 de janeiro  | Dia do evangélico                      | Lei Estadual nº 1.538/2004                 |
| 08 de março    | Alusivo ao Dia Internacional da Mulher | Lei Estadual nº 1.411/2001                 |
| 15 de junho    | Aniversário do estado (Data Magna)     | Lei Estadual nº 14/1964                    |
| 5 de setembro  | Dia da Amazônia                        | Lei Estadual nº 1.526/2004                 |
| 17 de novembro | Assinatura do Tratado de Petrópolis    | Ponto facultativo; Lei estadual nº 57/1965 |

Por meio da lei estadual nº 2.247/2009, os feriados estaduais que caírem entre as terças e quintas-feiras são comemorados, por adiamento, nas sextas-feiras, à exceção do feriado alusivo ao aniversário do estado do Acre.

### Alagoas
| Data           | Feriado                           | Observação/Legislação                      |
| -------------- | --------------------------------- | ------------------------------------------ |
| 24 de junho    | São João                          | Lei estadual nº 5.508/1993                 |
| 29 de junho    | São Pedro                         | Lei estadual nº 5.509/1993                 |
| 16 de setembro | Emancipação política (Data Magna) | Decreto Nº 68782 DE 30 de dezembro de 2019 |

### Amapá
| Data           | Feriado                                             | Observação/Legislação                       |
| -------------- | --------------------------------------------------- | ------------------------------------------- |
| 19 de março    | Dia de São José, santo padroeiro do Estado do Amapá | Lei estadual nº 667, de 16 de abril de 2002 |
| 13 de setembro | Criação do Território Federal (data magna)          | Art. 355 da Constituição estadual           |

### Amazonas
| Data          | Feriado                                                    | Observação/Legislação   |
| ------------- | ---------------------------------------------------------- | ----------------------- |
| 5 de setembro | Elevação do Amazonas à categoria de província (Data Magna) | Lei estadual nº 25/1977 |
| 8 de dezembro | Nossa Senhora da Conceição                                 |                         |

### Bahia
| Data       | Feriado                             | Observação/Legislação                  |
| ---------- | ----------------------------------- | -------------------------------------- |
| 2 de julho | Independência da Bahia (Data Magna) | Art. 6º, § 3º da Constituição estadual |

### Ceará
| Data         | Feriado                                                   | Observação/Legislação                             |
| ------------ | --------------------------------------------------------- | ------------------------------------------------- |
| 19 de março  | Dia de São José (Padroeiro do Ceará)                      | Lei Federal nº 9.093/1995                         |
| 25 de março  | Abolição da escravidão no Ceará (data magna)              | Art. 18, parágrafo único da constituição estadual |
| 15 de agosto | Dia de Nossa Senhora da Assunção (Padroeira de Fortaleza) | Lei Federal nº 9.093/1995                         |

### Distrito Federal
| Data           | Feriado                           | Observação/Legislação                         |
| -------------- | --------------------------------- | --------------------------------------------- |
| 21 de abril    | Fundação de Brasília (Data Magna) | Coincide com o feriado nacional de Tiradentes |
| 30 de novembro | Dia do evangélico                 | Lei distrital nº 963/1995                     |

No Distrito Federal, 2 de novembro, Dia de Finados, é feriado desde 1997. A data só veio a tornar-se feriado nacional em 2002.

### Espírito Santo
| Data                                               | Feriado                                                         | Observação/Legislação       |
| -------------------------------------------------- | --------------------------------------------------------------- | --------------------------- |
| Segunda-Feira, Oitavo Dia Após o Domingo de Páscoa | Dia de Nossa Senhora da Penha, padroeira do estado (data magna) | Lei estadual nº 11.010/2019 |

- A data de 23 de maio é observada por marcar a colonização do solo espírito-santense. Apesar de não ser feriado estadual oficialmente, vários órgãos públicos decretam ponto facultativo[34][35]. Nessa data, a capital estadual é transferida simbolicamente para Vila Velha[36]. A data é oficialmente feriado nos municípios de Vila Velha e de Viana[37]. Por lei, a data para comemoração é  sempre a segunda-feira, oito dias após o domingo de Páscoa[38].

### Goiás
| Data          | Feriado                                                 | Observação/Legislação       |
| ------------- | ------------------------------------------------------- | --------------------------- |
| 24 de maio    | Dia da Nossa Senhora Auxiliadora (Padroeira de Goiânia) |                             |
| 26 de julho   | Dia da Nossa Senhora de Sant'Anna (Padroeira de Goiás)  |                             |
| 26 de julho   | Fundação da cidade de Goiás                             | Lei estadual nº 20.756/2020 |
| 24 de outubro | Pedra fundamental de Goiânia (Data Magna)               | Lei estadual nº 20.756/2020 |

- No aniversário da cidade de Goiás, os três poderes estaduais – Legislativo, Judiciário e Executivo – têm suas sedes simbolicamente transferidas para a antiga capital.
- A lei estadual n° 20.756/2020 revogou a que anteriormente estabelecia os feriados estaduais de Goiás – lei n° 10.460/1988. Nenhuma delas define qual é considerada a data magna do estado.
- Por sua vez, o anexo único da Portaria n° 115, de 9 de fevereiro de 2017, do Tribunal de Contas da União (TCU), informa que a data magna do estado de Goiás é 24 de outubro[40].

### Maranhão
| Data        | Feriado                                                   | Observação/Legislação      |
| ----------- | --------------------------------------------------------- | -------------------------- |
| 28 de julho | Adesão do Maranhão à independência do Brasil (Data Magna) | Lei estadual nº 2.457/1964 |

### Mato Grosso do Sul
| Data          | Feriado                        | Observação/Legislação   |
| ------------- | ------------------------------ | ----------------------- |
| 11 de outubro | Criação do estado (Data Magna) | Lei estadual nº 10/1979 |

### Minas Gerais
| Data        | Feriado                             | Observação/Legislação             |
| ----------- | ----------------------------------- | --------------------------------- |
| 21 de abril | Execução de Tiradentes (Data Magna) | Art. 256 da constituição estadual |

- Além da data magna, o artigo 256 da constituição estadual define outros dois dias de comemorações estaduais que, todavia, não são feriados[43]:
  - 16 de julho: Dia de Minas. Celebra a chegada, em 1696, da bandeira chefiada por Salvador Fernandes Furtado de Mendonça à região onde atualmente se localiza Mariana. Data originalmente instituída pela lei estadual nº 561/1979.
  - 8 de dezembro: Dia dos Gerais. Celebra o estabelecimento, em 1660, daquela que viria a ser considerada a primeira cidade mineira: Matias Cardoso.
- Outra data, 2 de dezembro, costuma ser observada por marcar a criação da Capitania de Minas Gerais, em 1720[44].

### Pará
| Data         | Feriado                                               | Observação/Legislação      |
| ------------ | ----------------------------------------------------- | -------------------------- |
| 15 de agosto | Adesão do Pará à independência do Brasil (Data Magna) | Lei estadual nº 5.999/1996 |

### Paraíba
| Data        | Feriado                                                                                 | Observação/Legislação   |
| ----------- | --------------------------------------------------------------------------------------- | ----------------------- |
| 5 de agosto | Fundação do Estado em 1585 e dia da sua padroeira, Nossa Senhora das Neves (Data Magna) | Lei Estadual 3.489/1967 |

### Paraná
| Data           | Feriado                                               | Observação/Legislação       |
| -------------- | ----------------------------------------------------- | --------------------------- |
| 15 de novembro | Dia de Nossa Senhora do Rocio, padroeira do estado    | Lei estadual nº 18.297/2014 |
| 19 de dezembro | Emancipação política do estado do Paraná (Data Magna) | Lei estadual nº 4.658/1962  |

- Desde 2014, por meio da lei estadual 18.384, 19 de dezembro deixou de ser feriado[49]. Em realidade, a emancipação política do Paraná ocorreu com a promulgação do decreto imperial nº 704, de 29 de agosto de 1853[50]. Em 19 de dezembro de 1853, assumiu o primeiro presidente da província, Zacarias de Góis e Vasconcelos.

### Pernambuco
| Data        | Feriado                                     | Observação/Legislação                                                   |
| ----------- | ------------------------------------------- | ----------------------------------------------------------------------- |
| 6 de março  | Revolução Pernambucana de 1817 (Data Magna) | Lei estadual nº 13.835/2009 (Feriado Oficial do Estadual de Pernambuco) |
| 24 de Junho | Festa de São João (Festa Junina)            | Feriado Estadual (Pernambuco) e Municipal (Recife)                      |

### Piauí
| Data          | Feriado                   | Observação/Legislação    |
| ------------- | ------------------------- | ------------------------ |
| 19 de outubro | Dia do Piauí (Data Magna) | Lei estadual nº 176/1937 |

### Rio de Janeiro
| Data              | Feriado          | Observação/Legislação |
| ----------------- | ---------------- | --------------------- |
| Terça de Carnaval | Carnaval         | Lei nº 5.243/2008     |
| 23 de abril       | Dia de São Jorge | Lei nº 5.198/2008     |

Além desses feriados, a 3ª segunda-feira do mês de outubro, Dia do Comércio, é feriado para os comerciantes (Lei estadual 160/1977) e trabalhadores da construção civil (Lei estadual nº 4.742/2006).
O Rio de Janeiro não possui data magna. A legislação relativa às datas comemorativas, feriados estaduais e pontos facultativos do estado se encontra consolidada pela lei 5.645/2010.

### Rio Grande do Norte
| Data         | Feriado                                  | Observação/Legislação                         |
| ------------ | ---------------------------------------- | --------------------------------------------- |
| 7 de agosto  | Dia do Rio Grande do Norte               | Lei Estadual nº 7.831, de 30 de maio de 2000. |
| 3 de outubro | Mártires de Cunhaú e Uruaçu (data magna) | Lei estadual nº 8.913/2006                    |

- Em 7 de agosto, é celebrada a colocação do primeiro padrão português em território brasileiro, na praia de Touros, em 1501, pela expedição de Gaspar de Lemos e de André Gonçalves, a mando de D. Manuel I[60][61], considerada a primeira expedição marítima portuguesa oficial após a chegada de Pedro Álvares Cabral.

### Rio Grande do Sul
| Data           | Feriado                    | Observação/Legislação                                                                          |
| -------------- | -------------------------- | ---------------------------------------------------------------------------------------------- |
| 20 de setembro | Dia do Gaúcho (Data Magna) | Art. 6, parágrafo único da constituição estadual; decreto nº 36.180, de 18 de setembro de 1995 |

- Em 20 de setembro, celebra-se o começo da Revolução Farroupilha, em 1835, inicialmente sem intenções separatistas. Um ano depois, em 11 de setembro de 1836, foi proclamada a  República Rio-Grandense.

### Rondônia
| Data         | Feriado                        | Observação/Legislação      |
| ------------ | ------------------------------ | -------------------------- |
| 4 de janeiro | Criação do estado (Data Magna) | Lei estadual nº 2291/2010  |
| 18 de junho  | Dia do evangélico              | Lei estadual nº 1.026/2001 |

### Roraima
| Data         | Feriado                        | Observação/Legislação           |
| ------------ | ------------------------------ | ------------------------------- |
| 5 de outubro | Criação do estado (Data Magna) | Art. 9 da Constituição estadual |

### Santa Catarina
| Data           | Feriado                                                                              | Observação/Legislação                            |
| -------------- | ------------------------------------------------------------------------------------ | ------------------------------------------------ |
| 11 de agosto   | Dia de Santa Catarina (criação da capitania, separando-se de São Paulo) (Data Magna) | Lei estadual nº 12.906, de 22 de janeiro de 2004 |
| 25 de novembro | Dia de Santa Catarina de Alexandria                                                  | Lei estadual nº 10.306/1996                      |

Caso os dias 11 de agosto e 25 de novembro coincidam com dias úteis da semana, os feriados e os eventos alusivos a essas datas são transferidos para o domingo subsequente.

### São Paulo
| Data       | Feriado                                           | Observação/Legislação      |
| ---------- | ------------------------------------------------- | -------------------------- |
| 9 de julho | Revolução Constitucionalista de 1932 (Data Magna) | Lei estadual nº 9.497/1997 |

### Sergipe
| Data       | Feriado                                      | Observação/Legislação             |
| ---------- | -------------------------------------------- | --------------------------------- |
| 8 de julho | Emancipação política de Sergipe (Data Magna) | Art. 269 da Constituição estadual |

### Tocantins
| Data          | Feriado                                           | Observação/Legislação    |
| ------------- | ------------------------------------------------- | ------------------------ |
| 5 de outubro  | Criação do estado (Data Magna)                    | Lei estadual nº 98/1989  |
| 18 de março   | Autonomia do Estado (criação da Comarca do Norte) | Lei estadual nº 960/1998 |
| 8 de setembro | Padroeira do Estado (Nossa Senhora da Natividade) | Lei estadual nº 627/1993 |

## Feriados municipais
Os municípios podem declarar, em lei municipal, até quatro feriados religiosos, de acordo com a tradição local, entre eles a Sexta-Feira da Paixão. A Lei nº 9.335, de 10 de dezembro de 1996, acrescentou, ainda, como feriado civil, os dias do início e do término do ano do centenário de fundação do município, desde que fixado em lei municipal. No Município do Rio de Janeiro, por exemplo, o Dia de São Sebastião é feriado, conforme dispõe a Lei Municipal nº 5.146, de 7 de janeiro de 2010.

## Críticas
Os estados são frequentemente criticados por instituírem feriados religiosos ou mais feriados do que lhes é permitido (no caso, apenas um relativo a data magna estadual), interferindo, com isso, nas relações trabalhistas cuja competência é exclusiva da União. Esse é caso dos feriados de terça-feira de carnaval, de São Jorge e da Consciência Negra, no Rio de Janeiro, e do feriado de 18 de junho (dia do evangélico) em Rondônia, que possuem ações diretas de inconstitucionalidade tramitando no Supremo Tribunal Federal. Do mesmo modo, o Dia da Consciência Negra (20 de novembro) no Mato Grosso do Sul teve seu feriado anulado após a ação de inconstitucionalidade ser julgada pelo Tribunal de Justiça do estado.